# Roine Viklund
Roine Viklund, född 22 november 1968, är en svensk teknikhistoriker.
Roine Viklund är universitetslektor i teknikhistoria och var ämnesansvarig för historia vid Luleå tekniska universitet 2014-2019. Viklund har varit gästlärare vid Ohio State University i Columbus USA under 2019 och vid University of Kwa-Zulu Natal i Durban, Sydafrika vid fem tillfällen perioden 2015-2018. Viklund disputerade 2012 med en avhandling om Riksgränsbanans elektrifiering: Riksgränsbanans elektrifiering: stat och företag i samverkan: 1910-1917. Avhandlingen belönades med Norrbottensakademiens (NOAK:s) forskarpris samma år. Han har sedan disputationen främst forskat kring frågor rörande den svenska gruvindustrins miljöprövningar under 1970-80-talet, gruvor som kulturarv samt platsens (place attachement, place identity) betydelse i konflikter kring gruvetableringar i norra Sverige. Åren 2019-2022 ledde han ett forskningsprojekt om Luleå stads 400-åriga historia och sedan 2023 arbetar han i ett forskningsprogrammet ”Det nya framtidslandet?” med säte vid Umeå universitet finansierat av Riksbankens jubileumsfond. Programmet studerar den ”gröna” industriomvandling som sker i norra Sverige och Viklund jämför med tidigare industrietableringar och satsningar som gjorts.  
Viklund har sedan 2006 varit en återkommande skribent i de populärvetenskapliga tidskrifterna Populär Historia och Militär Historia.
Viklund har varit medlem i Kungliga vetenskapsakademins Nationalkommitté för teknik- och vetenskapshistoria perioden 2011-2017 och var medlem i den humanistiska tankesmedjan Humtank perioden 2015 - 2020. Sedan 2021 har han varit ordförande för Norrbottens föreningsarkiv och sedan 2023 ordförande för Svenska industriminnesföreningen (SIM) som varje år delar ut priset Årets industriminne.